# أوجين سيمون (عالم)
أوجين سيمون (بالفرنسية: Eugène Simon )‏ (و. 1848 – 1924 م) هو أحيائي، وعالم حشرات، وعالم العنكبوتيات، من فرنسا، ولد في باريس، وكان عضوًا في الأكاديمية الفرنسية للعلوم، توفي في باريس، عن عمر يناهز 76 عاماً.